# 御伽草子

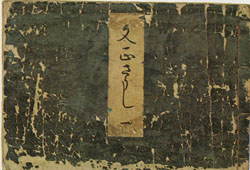
1725年出版的御伽草子封面

《御伽草子》（日语：おとぎぞうし）是日本室町時代的大眾文學，意味著平民階級文學高度發展及貴族文學的衰落。作品多取材於民間故事，作者包括僧侶、隱士等。一寸法師為《御伽草子》中最著名的故事之一。

## 內容
日本這種類型的短篇散文通常被認為是一種過渡性的文學體裁，它填補了平安時代（794年-1160年）的宮廷文學和孕育更多平民文學的江戶時代（1600年-1868年）之間的空缺，例如《浮世草子》（以假名來書寫）和《假名草子》。平安時代的故事最初都記錄在卷動或滾動的圖片小冊子上，並隨著江戶時代發展出雕版印刷書籍。這表明《御伽草子》可以廣為流傳，插圖則作為參考。
因為故事經常在觀眾面前吟誦，所以很多故事的敘述非常簡單，劇情深度或劇情發展比較缺乏。然而故事也富有詩意並引經據典。許多的故事是追求簡單的描述，故事經常圍繞一個英雄人物。為了推進劇情，故事時間迅速流動，角色在單一場景老化的速度有時幾年甚至高達幾十年。
《御伽草子》故事的內容包括對於世俗的關注（愛情、婚姻、家庭）、精神問題（追求啟蒙、與佛接觸）、武術冒險、鬧劇和人類對於超自然的幻想。雖然一些故事表現出明確的教學目的，但《御伽草子》的故事的主要目的似乎是娛樂大眾。

## 類型

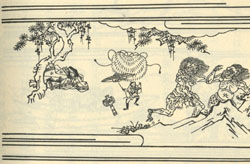
1725年出版的《御伽草子》書中插圖

《御伽草子》的故事可以被細分為許多類別：貴族制的故事（它源自於日本早期的作品，例如《源氏物語》、《平家物語》與《太平記》）、宗教故事、勇士們的故事（往往是根據義經與《曾我物語》的傳說故事來改編）與收集外國民間故事的故事集（《今昔物語集》）。然而最知名的故事則是描述日本的傳說和民間故事，例如一寸法師故事描述一位身高一英寸的男孩克服無數的障礙，最終獲得成功。

## 起源
御伽的字面意思是「伴侶」，全名翻譯為「同伴的故事」。但是這個名稱並沒有被人們廣泛使用。直到1725年時（享保年間），大阪的出版商涉川清右衛門將23個故事編入《御伽草子》，並以《御伽文庫》的名稱發行。至於其他出版商則製作自己的版本，他們將這些相同的故事視為《御伽草子》。漸漸地，任何從室町時代與江戶時代初期即表現出相同的一般風格的故事被視為《御伽草子》。

## 歷史
《御伽草子》在十九世紀末期受到現代文學史家的關注。在大多數情況下，學者們經常批判《御伽草子》，因為它與平安和鎌倉時期的貴族文學之間存在缺陷。因此，標準的日本教科書討論的中世紀日本文學時，往往忽略任何《御伽草子》的故事。然而最近的研究與這種批判的立場相反，認同《御伽草子》故事擁有豐富的內容和吸引力。

## 外部連結
- "Sekai no Dejitaru Nara Ehon Detabesu" at Keiō University 慶應義塾大學相關資料
- Translations of Classical Japanese Works （页面存档备份，存于）, 明治學院大學相關資料
- Online edition of the Otogizōshi at Kyoto University （页面存档备份，存于） 京都大學相關資料